# 띠엔랑현
띠엔랑현(베트남어: Huyện Tiên Lãng / 縣先朗)은 베트남 하이퐁시의 행정구역이다.

## 행정구역
1개의 티쩐(市鎭)과 22개의 싸(社)를 관할하고 있다.

### 티쩐
- 티쩐 띠엔랑 (Thị trấn Tiên Lãng / 先朗)

### 싸
- 다이탕 (Xã Đại Thắng / 大勝)
- 띠엔끄엉 (Xã Tiên Cường / 先強)
- 뚜끄엉 (Xã Tự Cường / 自強)
- 띠엔띠엔 (Xã Tiên Tiến / 先進)
- 꾸옛띠엔 (Xã Quyết Tiến / 掘進)
- 크이응이어 (Xã Khởi Nghĩa / 起義)
- 띠엔타인 (Xã Tiên Thanh / 先淸)
- 껍띠엔 (Xã Cấp Tiến / 急進)
- 끼엔트엣 (Xã Kiến Thiết / 建設)
- 도안럽 (Xã Đoàn Lập / 團立)
- 박당 (Xã Bạch Đằng / 白藤)
- 꽝푹 (Xã Quang Phục / 光復)
- 또안탕 (Xã Toàn Thắng / 全勝)
- 띠엔탕 (Xã Tiên Thắng / 先勝)
- 띠엔민 (Xã Tiên Minh / 先明)
- 박흥 (Xã Bắc Hưng / 北興)
- 남흥 (Xã Nam Hưng / 南興)
- 훙탕 (Xã Hùng Thắng / 雄勝)
- 떠흥 (Xã Tây Hưng / 西興)
- 동흥 (Xã Đông Hưng / 東興)
- 띠엔흥 (Xã Tiên Hưng / 先興)
- 빈꽝 (Xã Vinh Quang / 榮光)

## 명소
- 띠엔랑 온천 관광지

북부 해안 평야 사이에 위치한 띠엔랑 온천은 하이퐁시에서 남쪽으로 18km 정도 떨어진 띠엔랑현에 위치해 있다. 이 온천 지역은 베트남의 가장 가치있는 5개의 광천수 중 하나로 간주된다. 이 관광 지역은 하이퐁의 남쪽 교외 지역에 있는 매력적인 관광지가 있는 시골 관광 루트에 위치하고 있다. 응우옌 빈 키엠 사원(빈바오현) 등의 볼거리가 있다.